# 陳遴瑋
陳遴瑋（1560年—？年），字玉甫，號劍華，四川敘州府富順縣人，明朝政治人物。

## 生平
萬曆十三年（1585年）乙酉科舉人。萬曆十四年（1586年）聯捷丙戌科会试二百七十三名，廷试三甲三十五名進士。礼部观政，本年六月授任直隶常州府宜興縣知縣，由傅慶貽接任知縣。十八年十一月升吏部考功司主事，十九年四月調文选司，二十年正月革职为民。

## 家族
曾祖陳嘉穀，庠生；祖陳淵，贈兵馬；父陳翰，同知；母鄭氏（封安人）；繼母張氏。具庆下。弟遴璟、遴瑛（庠生）、遴琪。

## 著作
曾纂万历《宜兴县志》十卷。